# Iltifatganj Bazar
Iltifatganj Bazar é uma cidade e uma nagar panchayat no distrito de Ambedaker Nagar, no estado indiano de Uttar Pradesh.

## Demografia
Segundo o censo de 2001, Iltifatganj Bazar tinha uma população de 11,339 habitantes. Os indivíduos do sexo masculino constituem 52% da população e os do sexo feminino 48%. Iltifatganj Bazar tem uma taxa de literacia de 55%, inferior à média nacional de 59.5%: a literacia no sexo masculino é de 60% e no sexo feminino é de 49%. Em Iltifatganj Bazar, 20% da população está abaixo dos 6 anos de idade.